# 宝塚市立丸橋小学校
宝塚市立丸橋小学校（たからづかしりつ まるはししょうがっこう）は、兵庫県宝塚市にある公立小学校。2015年現在の児童数は576名。
校区内に陸上自衛隊（伊丹駐屯地・千僧駐屯地・川西駐屯地）の官舎があるため、駐屯地に勤務する自衛官・事務官等の子女が全児童の4割を占め、自衛隊の異動に伴って年間30名もの児童が転出入する（8月と3月が特に多い）。

## 沿革
- 1979年（昭和54年） - 開校。校章制定・校旗完成・校歌制定・PTA設立。11月17日を創立記念日とする。
- 1999年（平成11年） - コンピューター室設置

## 交通
- 交通機関の場合：阪急電鉄山本駅から南東へ15分ほど。
- 車の場合：同じく山本駅から南へ7分ほど。中国自動車道が付近を通過している。

## 著名な卒業生
- 岡崎慎司（プロサッカー選手。ブンデスリーガ・1.FSVマインツ05） - 入学から小学校５年生の１０月まで在籍、その後、三田市に移住した[2]。

## 通学区域が隣接している学校
- 宝塚市立長尾南小学校
- 伊丹市立天神川小学校
- 伊丹市立荻野小学校
- 川西市立久代小学校
- 川西市立加茂小学校